# Ivan Zafirov
Ivan Zafirov (en búlgaro: Ивaн Гeopгиeв Зафиpoв; n. Sofía, 30 de diciembre de 1947) es un exfutbolista búlgaro que jugaba en la demarcación de defensa.

## Biografía
Con 18 años de edad debutó como futbolista con el CSKA Sofia. Tan solo jugó una temporada en el club, jugando 16 partidos y anotando un gol. Además consiguió la Liga Profesional de Bulgaria en dicha temporada. Al finalizar se fue al OFC Sliven 2000 por dos años. Tras 24 partidos disputados y un gol marcado, volvió al CSKA Sofia. En su segunda etapa en el club disputó trece temporadas, haciéndose con la liga en ocho ocasiones además de la Copa de Bulgaria. Después de 324 partidos y siete goles, se retiró.

## Selección nacional
Jugó un total de 50 partidos con la selección de fútbol de Bulgaria. Hizo su debut el 2 de octubre de 1968 contra Ghana en un partido amistoso en el que ganó el combinado búlgaro por 0-10. Además llegó a jugar los Juegos Olímpicos de México 1968, en los que ganó la medalla de plata tras perder en la final contra Hungría por 4-1. También fue convocado para la Copa Mundial de Fútbol de 1974, donde quedó eliminado en la fase de grupos.

### Goles internacionales
| # | Fecha                 | Estadio                    | Oponente  | Gol | Resultado | Competición                     |
| - | --------------------- | -------------------------- | --------- | --- | --------- | ------------------------------- |
| 1 | 14 de octubre de 1968 | Estadio León, León, México | Tailandia | 5–0 | 7-0       | Juegos Olímpicos de México 1968 |

### Participaciones en Copas del Mundo
| Mundial                        | Sede                | Resultado      | Partidos | Goles |
| ------------------------------ | ------------------- | -------------- | -------- | ----- |
| Copa Mundial de Fútbol de 1974 | Alemania Occidental | Fase de grupos | 0        | 0     |

### Participaciones en los Juegos Olímpicos
| Mundial                         | Sede   | Resultado  | Partidos | Goles |
| ------------------------------- | ------ | ---------- | -------- | ----- |
| Juegos Olímpicos de México 1968 | México | Subcampeón | 4        | 1     |

## Clubes
| Club            | País     | Año         | Partidos | Goles |
| --------------- | -------- | ----------- | -------- | ----- |
| CSKA Sofia      | Bulgaria | 1965 - 1966 | 16       | 1     |
| OFC Sliven 2000 | Bulgaria | 1966 - 1968 | 24       | 1     |
| CSKA Sofia      | Bulgaria | 1968 - 1981 | 324      | 7     |

## Palmarés

### Campeonatos nacionales
| Título                       | Club       | País     | Año  |
| ---------------------------- | ---------- | -------- | ---- |
| Liga Profesional de Bulgaria | CSKA Sofia | Bulgaria | 1966 |
| Liga Profesional de Bulgaria | CSKA Sofia | Bulgaria | 1969 |
| Liga Profesional de Bulgaria | CSKA Sofia | Bulgaria | 1971 |
| Liga Profesional de Bulgaria | CSKA Sofia | Bulgaria | 1972 |
| Liga Profesional de Bulgaria | CSKA Sofia | Bulgaria | 1973 |
| Liga Profesional de Bulgaria | CSKA Sofia | Bulgaria | 1975 |
| Liga Profesional de Bulgaria | CSKA Sofia | Bulgaria | 1976 |
| Liga Profesional de Bulgaria | CSKA Sofia | Bulgaria | 1980 |
| Liga Profesional de Bulgaria | CSKA Sofia | Bulgaria | 1981 |
| Copa de Bulgaria             | CSKA Sofia | Bulgaria | 1981 |